# خوزه دلگادو
خوزه مانوئل رودریگز دلگادو (به انگلیسی: José Manuel Rodriguez Delgado) (متولد ۸ آگوست ۱۹۱۵، درگذشته ۱۵ سپتامبر ۲۰۱۱)، استاد اسپانیایی تبار دانشگاه ییل در رشته فیزیولوژی است. او اهم شهرتش را به دلیل پژوهش‌هایش در زمینه کنترل مغز از طریق ایجاد تحریکات الکتریکی توسط ایمپلنت‌هایی در نواحی خاصی از مغز دارا می‌باشد.